# Melasina capyrota
Melasina capyrota är en fjärilsart som beskrevs av Edward Meyrick 1914. Melasina capyrota ingår i släktet Melasina och familjen säckspinnare. Inga underarter finns listade i Catalogue of Life.